# Championnat du Japon de Formule 3000 1990
Le championnat du Japon de F3000 1990 a été remporté par le Japonais Kazuyoshi Hoshino, sur une Lola-Mugen du Team Impul.

## Règlement sportif
- L'attribution des points s'effectue selon le barème 9,6,4,3,2,1
- Seuls les sept meilleurs résultats sont retenus

## Courses de la saison 1990
| Date         | Lieu       | Vainqueur         | Nationalité | Voiture    | Écurie        |
| 4 mars       | Suzuka     | Kazuyoshi Hoshino | Japon       | Lola-Mugen | Team Impul    |
| 15 avril     | Fuji       | Kazuyoshi Hoshino | Japon       | Lola-Mugen | Team Impul    |
| 13 mai       | Nishinihon | Keiji Matsumoto   | Japon       | Lola-Mugen | Dome          |
| 27 mai       | Suzuka     | Keiji Matsumoto   | Japon       | Lola-Mugen | Dome          |
| 29 juillet   | Sugo       | Mauro Martini     | Italie      | Lola-Mugen | Suntec Racing |
| 12 août      | Fuji       | Kazuyoshi Hoshino | Japon       | Lola-Mugen | Team Impul    |
| 2 septembre  | Fuji       | Kazuyoshi Hoshino | Japon       | Lola-Mugen | Team Impul    |
| 23 septembre | Suzuka     | Kazuyoshi Hoshino | Japon       | Lola-Mugen | Team Impul    |
| 28 octobre   | Fuji       | Volker Weidler    | Allemagne   | Lola-Mugen | Team Take One |
| 18 novembre  | Suzuka     | Kazuyoshi Hoshino | Japon       | Lola-Mugen | Team Impul    |

## Classement des pilotes
| Classement | Pilote                 | Pays        | Voiture        | Écurie          | Nombre de points |
| ---------- | ---------------------- | ----------- | -------------- | --------------- | ---------------- |
| 1er        | Kazuyoshi Hoshino      | Japon       | Lola-Mugen     | Team Impul      | 58 (63)          |
| 2e         | Hitoshi Ogawa          | Japon       | Lola-Mugen     | Stellar         | 34               |
| 3e         | Mauro Martini          | Italie      | Lola-Mugen     | Suntec Racing   | 29               |
| 4e         | Keiji Matsumoto        | Japon       | Lola-Mugen     | Dome            | 22               |
| 5e         | Ukyo Katayama          | Japon       | Lola-Cosworth  | Racing Heroes   | 18               |
| 6e         | Volker Weidler         | Allemagne   | Lola-Mugen     | Team Take One   | 15               |
| 7e         | Jeff Krosnoff          | États-Unis  | Lola-Mugen     | Suntec Racing   | 13               |
| 8e         | Ross Cheever           | États-Unis  | Reynard-Mugen  | Dome            | 8                |
| 9e         | Kunimitsu Takahashi    | Japon       | Lola-Mugen     | Advan Sport     | 8                |
| 10e        | Thomas Danielsson (en) | Suède       | Lola-Mugen     | Dome            | 6                |
| 11e        | Takao Wada             | Japon       | Lola-Mugen     | Advan Sport     | 6                |
| 12e        | Akihiko Nakaya         | Japon       | Lola-Mugen     | Team Take One   | 5                |
| 12e        | Masahiro Hasemi        | Japon       | Lola-Mugen     | Speed Star      | 5                |
| 14e        | Enrico Bertaggia       | Italie      | Lola-Mugen     | Footwork Racing | 4                |
| 14e        | Christian Danner       | Allemagne   | March-Mugen    | Leyton House    | 4                |
| 16e        | Takuya Kurosawa        | Japon       | Reynard-Mugen  | Team LeMans     | 3                |
| 17e        | Johnny Herbert         | Royaume-Uni | Reynard-Mugen  | Team LeMans     | 3                |
| 17e        | Osamu Nakako           | Japon       | Lola-Mugen     | Nakajima Racing | 3                |
| 19e        | Masahiko Kageyama      | Japon       | Lola-Mugen     | Stellar         | 1                |
| 19e        | Hideki Okada           | Japon       | March-Cosworth | MSD             | 1                |